# 麒麟潭
麒麟潭，原名大水窟、大水崛、蓮花池，是位於南投縣鹿谷鄉永隆村的一座面積十三公頃、三面環山的人工湖泊，位置鄰近鹿谷市區。清治時期同治年間，有邱、董二姓居民利用凍頂山和麒麟山之勢，築壩蓄水供農田灌溉。民國63年（1974年），時任行政院長的蔣經國下鄉訪視，將該潭改名為「麒麟潭」。